# Campaña de miedo
La campaña de miedo es una forma de manipulación cuyo objetivo es esparcir miedo mediante el uso de rumores exagerados de un supuesto peligro inminente.

## Teoría
Según la antropología evolutiva y la biología evolutiva, los humanos poseen un fuerte impulso de estar atento ante el peligro porque la conciencia del peligro fue vital para su supervivencia a lo largo de su historia evolutiva. El efecto se ve amplificado por la evolución cultural cuando los medios de comunicación satisfacen el apetito de la gente por noticias sobre peligros. 
Según la economía de la atención, la atención de los ciudadanos es un recurso enormemente disputado, por lo que compiten medios de comunicación, activismo políticos, reformistas sociales, anunciantes, organizaciones de la sociedad civil y misioneros. 
Agentes sociales de todo tipo suelen utilizar el alarmismo como táctica en la competencia por la atención, como lo ilustran los ejemplos siguientes.  Infundir miedo puede tener fuertes efectos psicológicos, que pueden ser intencionados o no. Un efecto hipotético es el síndrome del mundo cruel en el que las personas perciben el mundo como más peligroso de lo que realmente es.  
Infundir miedo puede hacer que las personas teman lo peor y usen recursos excesivos para evitar peligros improbables mientras se ignoran los peligros más probables. Por ejemplo, algunos padres han mantenido a sus hijos en el hogar para evitar secuestros, ignorando peligros más latentes como enfermedades sedentarias o accidentes de tráfico. 
El fomento del miedo puede producir un aumento considerable de apoyo al grupo instigador. Por ejemplo, las advertencias oficiales sobre el riesgo de ataques terroristas han llevado a un mayor apoyo a las políticas propuestas por los presidentes estadounidenses.  
Según la teoría de la realeza, es probable que el miedo colectivo produce una mentalidad autoritaria y el deseo de un líder fuerte, disciplina estricta, punitivo, intolerante, xenofóbico y menos democrático. Históricamente, el efecto ha sido explotado por empresarios políticos en muchos países con el fin de aumentar el apoyo de un régimen autoritario, evitar la democratización o preparar a la población para la guerra. 

## Ejemplos

### Anuncios de campañas políticas
Daisy es un famoso comercial de televisión que se emitió en 1964 y fue dirigido por la campaña presidencial de Lyndon B. Johnson.
El anuncio comienza con una niña parada en medio de un prado, con pájaros cantando de fondo; recogiendo y contando torpemente pétalos de una margarita. Cuando llega al "nueve", una voz de fondo masculina comienza una conteo para el lanzamiento.
La niña mira hacia el cielo y la cámara se detiene acercándose al ojo de la niña hasta que la pupila oscurece la pantalla. Cuando la cuenta llega a cero, se produce una explosión nuclear en forma de hongo.
Mientras la pantalla muestra la explosión, la voz de fondo de Johnson declara "¡Esto es lo que está en juego! Para hacer un mundo donde todos los hijos de Dios puedan vivir, o hundirnos en la oscuridad. Debemos amarnos entre nosotros o moriremos". Luego otra voz publica "Vote por el presidente Johnson el 3 de noviembre. Hay mucho en juego para que te quedes en casa".
A su vez, otro ejemplo del uso de campaña de miedo para el impulso de una campaña política ocurre durante las elecciones presidenciales de Argentina de 2023, donde el candidato oficialista Sergio Massa fue acusado de emplear métodos de campaña del miedo para impulsar su campaña presidencial por parte del candidato libertario Javier Milei mediante una campaña digital de anuncios y propaganda alarmistas.

### Medios de comunicación en masa
La feroz competencia económica está llevando a los medios de comunicación comerciales a depender ampliamente de historias de miedo y malas noticias en una competencia que se ha caracterizado como una carrera armamentista emocional.Historias sobre delitos, y especialmente sobre crímenes violentos y contra niños, ocupan un lugar destacado entre los titulares de los periódicos. Un análisis de periódicos estadounidenses ha encontrado que entre el 10 y el 30% de los titulares tratan sobre el crimen y el miedo, con una tendencia a cambiar el enfoque desde eventos delictivos aislados hacia artículos más temáticos sobre el miedo. En el Reino Unido, los medios de comunicación se han centrado habitualmente en los crímenes sexuales sangrientos como parámetro de competencia. La atención continuada a los delitos sexuales emocionalmente conmovedores ha tenido una fuerte influencia en la política y la legislación del país.

### Anuncios de productos
Los anunciantes también han entrado en escena con el descubrimiento de que "el miedo vende". Las campañas publicitarias basadas en el miedo, a veces denominadas publicidad de impacto, se han vuelto cada vez más populares en los últimos años.
El miedo es una emoción fuerte y paralizante, por lo que se puede manipularse para persuadir a las personas a tomar decisiones emocionales en lugar de racionales. 
Desde comerciales de automóviles que implican que tener menos bolsas de aire causará daño a la familia del público, hasta comerciales de desinfectantes que proclaman que hay bacterias patógenas acechando en cada superficie, la publicidad basada en el miedo funciona.
Si bien el uso del miedo en los anuncios ha generado algunas reacciones negativas por parte del público, hay pruebas que demuestran que la "publicidad de impacto" es una técnica de persuasión muy eficaz y, en los últimos años, los anunciantes han seguido aumentando el uso del miedo en los anuncios en lo que se ha calificado de "carrera armamentista interminable en el negocio de la publicidad". 

### Guerra psicológica
El alarmismo se utiliza habitualmente en la guerra psicológica con el fin de influir en una población objetivo. La táctica suele implicar la difamación de un enemigo mediante campañas de desprestigio. Los ataques de bandera falsa se han utilizado como pretexto para iniciar una guerra en muchos casos, incluido el incidente del Golfo de Tonkín, el bombardeo de Mainila y la Operación Himmler.
El terrorismo es también una especie de guerra psicológica, que crea violencia y terror para llamar la atención de los medios o asustar a un enemigo. 
Una táctica destacable es la llamada estrategia de tensión, que se basa en hacer violencia y caos con el fin de crear inestabilidad política, difamar a un oponente, allanar el camino a un gobierno más autoritario o fascista, o impedir la descolonización de colonias. 
La estrategia de tensión está asociada en particular a la violencia política generalizada en los llamados Años de Plomo de los años 1960 a 1980 en Italia. Hubo muchos ataques terroristas en el país en estos años. Algunos de estos ataques fueron cometidos por grupos de derecha y neofascistas, y otros fueron atribuidos a grupos de izquierda. Muchos de los aparentes ataques de izquierda fueron sospechados o confirmados como ataques de falsa bandera. El objetivo principal de la estrategia de tensión en Italia era impedir que los comunistas obtuvieran el poder y allanar el camino para un gobierno neofascista. Los historiadores no están de acuerdo sobre quién controlaba la estrategia de tensión, pero hay evidencia de que estuvieron involucrados tanto grupos neofascistas nacionales como potencias extranjeras.    